# Калдор, Николас
Ни́колас Ка́лдор, барон Калдор (англ. Nicholas Kaldor, Baron Kaldor, при рождении Миклош Калдор, венг. Káldor Miklós; 12 мая, 1908, Будапешт, Венгрия — 30 сентября, 1986, Папворт Эверард, Кембриджшир, Великобритания) — английский экономист венгерско-еврейского происхождения, автор стилизованных фактов Калдора и соавтор критериев Калдора — Хикса.

## Биография
Николас родился 12 мая 1908 года в Будапеште в семье адвоката-еврея. Окончил среднюю школу Будапешта.
В 1926—1927 годах проучился в Берлинском университете, а в период 1927—1930 годах в Лондонской школе экономики.
Преподавательскую деятельность начал ассистентом Лондонской школы экономики в 1940 году, проработав преподавателем до 1947 года. С 1949 года член совета Королевского колледжа, а с 1966 года профессор Кембриджского университета.
В период 1939—1945 годах работал в Европейской экономической комиссии ООН в качестве экономического и финансового советника правительств ряда стран Азии, Африки и Латинской Америки.
С 1963 года член Британской Академии.
С 1964 года был советником правительства лейбористской партии и также правительств нескольких других стран. В 1974 году был удостоен титула пэра барон Калдор.
Николас умер 30 сентября 1986 года, оставив жену Кларисс Голдсмит и четырех дочерей, в том числе Френсис Стюарт и Мэри Калдор.

## Вклад в науку
В сфере его интересов в экономической науке были проблемы экономического роста, занятости и инфляции. Его именем названы разработанные критерий оценки благосостояния — критерий Калдора — Хикса и теория роста Калдора, он автор термина удобная доходность и экспортоориентированной модели экономического роста, основанной на законе Вердоорна.